# Верешин
Верешин (або Варишин, пол. Wereszyn) — село в Польщі, у гміні Мірче Грубешівського повіту Люблінського воєводства. Населення — 130 осіб (2011).

## Історія

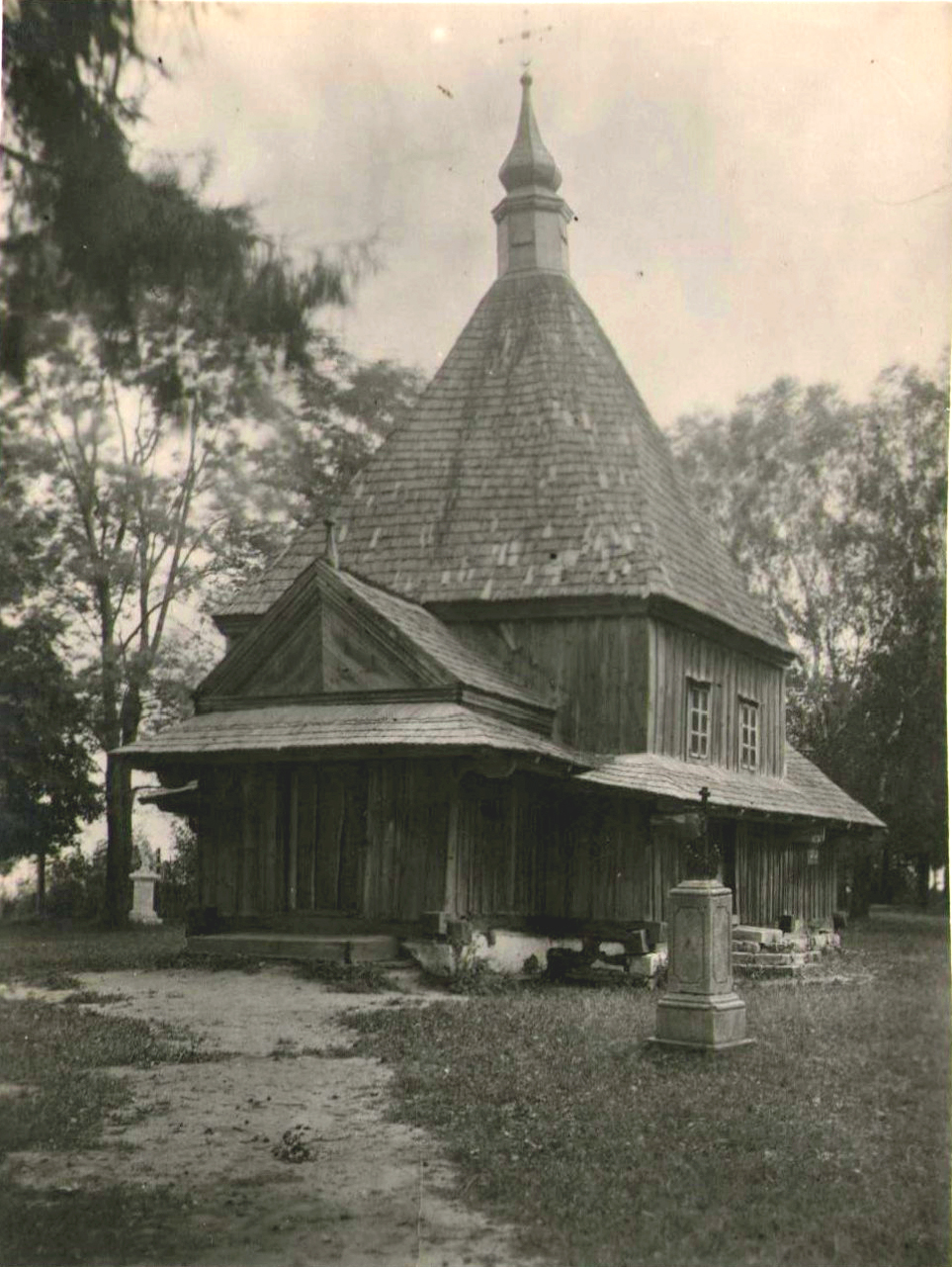
Церква Воздвиження у Верешині

1763 року вперше згадується православна церква в селі.
У 1820 р. в селі була зведена нова дерев'яна греко-католицька церква Воздвиження Хреста Господнього, яка належала до парафії у Вишньові, котра належала до Холмської єпархії і яку в 1875 р. відібрала російська влада і віддала Російській православній церкві.
В 1827 р. в селі були 52 будинки і 357 мешканців. З 1867 р. село належало до Крилівської волості Грубешівського повіту Люблінської губернії (до 1912 р.), Холмської губернії (1912—1919 рр.) і Люблінського воєводства (1919—1939 рр.).
За даними етнографічної експедиції 1869—1870 років під керівництвом Павла Чубинського, у селі проживали греко-католики, які розмовляли українською мовою.
За переписом 1905 р. в селі було 120 будинків і 814 мешканців (769 православних, 14 римо-католиків і 31 юдей), а в панському дворі Свєжанської — 6 будинків і 30 мешканців (9 православних, 14 римо-католиків і 7 юдеїв).
У 1915 р. більшість українців були вивезені перед наступом німецьких військ вглиб Російської імперії, звідки повертались уже після закінчення війни. Поляки після окупації Холмщини в 1919 р. закрили церкву.
У 1921 р. польський перепис нарахував у селі 102 будинки і 577 жителів, з них 513 православних, 24 римо-католики, 1 греко-католик і 39 юдеїв, причому 119 зараховано до українців, 419 — до поляків і 39 — до євреїв. У фільварку в 4 будинках проживала 81 особа (48 православних, 18 римо-католиків і 15 юдеїв). В сусідній колонії Верешин у 12 будинках проживало 80 мешканців, з яких 7 були греко-католиками і 73 — римо-католиками, хоча всіх зарахували до поляків.
Польська влада з метою асиміляції українців у 1938 р. зруйнувала церкву.
12 лютого 1944 р. польські шовіністи з Батальйонів хлопських під командуванням майора Станіслава Басая здійснили напад на село, де розстріляли весілля і вбили щонайменше 14 українців, у тому числі 4 жінки і молодого. 21.03.1944 поляками вбито 83 українці. Зі слів очевидця: «Під час нападу на весілля впали від бандитських куль батьки молодої Марія і Михайло Михальчуки, наречений на прізвище Курдупель. Загинули Максим Михальчук, Анатолій Михальчук, Ольга Матвіїшин, Альоша Панчоха, Петро Мужичук, Борис Луць, Петро Остапишин, Марія Недоріз і ще кілька чоловіків». 24 березня повторили напад і вбили щонайменше 37 українців, а у травні — ще кількох.
У серпні 1944 року місцеві мешканці безуспішно зверталися до голови уряду УРСР Микити Хрущова з проханням включити село до складу УРСР, звернення підписало 120 осіб. Після Другої світової війни село опинилося у складі Польщі. 16-20 червня 1947 року під час операції «Вісла» польська армія виселила з Вересина на щойно приєднані до Польщі північно-західні терени 129 українців, 6-15 липня — ще 9 українців. У селі залишилося 24 поляки.
У 1975—1998 роках село належало до Замойського воєводства.

## Населення
Демографічна структура станом на 31 березня 2011 року:
|          | Загалом | Допрацездатний вік | Працездатний вік | Постпрацездатний вік |
| -------- | ------- | ------------------ | ---------------- | -------------------- |
| Чоловіки | 62      | 5                  | 44               | 13                   |
| Жінки    | 68      | 9                  | 33               | 26                   |
| Разом    | 130     | 14                 | 77               | 39                   |

## Пам'ятки
- Православний цвинтар з XIX століття

## Постаті
- Марія Щуцька (нар. 1941) — співачка, сопрано, солістка опери в Лодзі.
- Василь Боруцький (1924—1946) — український військовий діяч, воїн УПА, лицар Бронзового хреста бойової заслуги УПА. Загинув у селі.